# Южнотихоокеанские игры 1995
10-е Южнотихоокеанские игры 1995 года прошли с 25 августа по 5 сентября в городе Папеэте, Французская Полинезия. В соревнованиях приняло участие около 2000 спортсменов из 12 стран Океании.

## Страны-участницы
- Острова Кука
- Фиджи
- Французская Полинезия
- Гуам
- Новая Каледония
- Остров Норфолк
- Северные Марианские Острова
- Папуа — Новая Гвинея
- Соломоновы Острова
- Тонга
- Вануату
- Уоллис и Футуна

## Виды спорта
Archery 
- Лёгкая атлетика
- Баскетбол
- Бокс
- Бодибилдинг
- Велоспорт
- Гольф
- Футбол
- Дзюдо
- Каратэ
- Каноэ с аутригером
- Пауэрлифтинг
- Нетбол
- Регби
- Парусный спорт
- Стрельба
- Сёрфинг
- Плавание
- Таэквондо
- Триатлон
- Подводная охота
- Теннис
- Волейбол
- Тяжёлая атлетика

## Медальный зачёт
| Место | Страна                      | Золото | Серебро | Бронза | Всего |
| ----- | --------------------------- | ------ | ------- | ------ | ----- |
| 1     | Новая Каледония             | 82     | 57      | 43     | 182   |
| 2     | Французская Полинезия       | 76     | 76      | 45     | 197   |
| 3     | Фиджи                       | 32     | 44      | 64     | 140   |
| 4     | Папуа — Новая Гвинея        | 32     | 29      | 40     | 101   |
| 5     | Уоллис и Футуна             | 8      | 3       | 8      | 19    |
| 6     | Гуам                        | 7      | 10      | 24     | 41    |
| 7     | Тонга                       | 6      | 6       | 14     | 26    |
| 8     | Острова Кука                | 4      | 2       | 6      | 12    |
| 9     | Соломоновы Острова          | 3      | 8       | 13     | 24    |
| 10    | Вануату                     | 3      | 6       | 10     | 19    |
| 11    | Северные Марианские Острова | 0      | 1       | 2      | 3     |
| 12    | Остров Норфолк              | 0      | 0       | 1      | 1     |
| Всего | Всего                       | 253    | 242     | 270    | 785   |